# Larry Stockmeyer
Larry Joseph Stockmeyer (1948 – 31 de julho de 2004) foi um cientista da computação americano. Ele foi um dos pioneiros no campo da teoria da complexidade computacional, e também trabalhou na área de computação distribuída. Ele morreu de câncer de pâncreas.

## Carreira
- 1972: Licenciado em matemática, Instituto de Tecnologia de Massachusetts.
- 1972: Mestrado em engenharia elétrica, Instituto de Tecnologia de Massachusetts.
- 1974: Doutorado em ciência da computação, Instituto de Tecnologia de Massachusetts.
  - Orientador: Albert R. Meyer.
- 1974-1982: IBM Research, Thomas J. Watson Research Center, Yorktown Heights, nova york.
- 1982–novembro de 2003: IBM Research, Centro de Pesquisas de Almaden, San Jose, CA.
- De outubro de 2002-2004: Universidade da Califórnia, Santa Cruz, Departamento de Ciência da computação – Associado de Investigação.

## Reconhecimento
- 1996: membro da Association for Computing Machinery: "Por diversas contribuições fundamentais para a teoria da complexidade computacional, que têm afetado significativamente o curso deste campo."[2]
- 2007: Prêmio Dijkstra em Computação Distribuída pelo artigo Dwork, Lynch & Stockmeyer (1988).[3][4]

## Publicações selecionadas
- Meyer & Stockmeyer (1972) — este trabalho apresentou a hierarquia polinomial.[5][6]
- Stockmeyer (1974) — "uma das mais notáveis teses de doutoramento  em ciência da computação".[7]
- Dwork, Lynch & Stockmeyer (1988) — esse artigo recebeu o Prêmio Dijkstra em 2007.[3]